# 方流芳
方流芳 （1953年1月—2024年1月9日）江苏无锡人，是中国法学学者，中国政法大学校聘一级教授、中国政法大学学术委员会副主席，曾任中国政法大学中欧法学院中方联席院长、中国政法大学法律硕士学院院长，其研究领域包括民商法、宪法、法律史、法哲学、法学教育等。

## 经历
方流芳1978年考入南京中医学院学习，1982年获南京中医学院医学学士学位。1984年考入中国人民大学法学院学习，在法学家佟柔指导下攻读硕士学位，1987年7月获得中国人民大学法学院法学硕士学位。毕业后留校任教，主讲课程有：公司法、合同法、侵权法、民法总论等。1988年考入中国人民大学法学院民法专业博士生，1991年7月获中国人民大学法学院法学博士学位。1992年在人民大学法学院被晋升为副教授。1989年2月至1990年9月，受国家教委委派，参加“中美法学博士联合培养项目”，在美国哥伦比亚大学法学院进修公司法、宪法、合同法、侵权法、行政诉讼法。1993年调入中国政法大学，1995年被晋升为教授。1996年8月至1997年2月，在美国哈佛大学法学院东亚法律研究中心作访问学者，进修美国公司法、诉讼法、法律职业、证券教育法等。2002年8月至2003年8月，在美国哈佛大学法学院作资深研究人员；并被哈佛大学法学院聘为2009年冬季学期的法学客座教授（Visiting Professor of Law）。方流芳後來成為中国政法大学校聘一级教授、博士生导师，2005年9月起担任政法大学法律硕士学院首任院长，2008年兼任新成立的中国政法大学中欧法学院中方联席院长。
2020年春节，方流芳从北京回到无锡，照顾年逾百岁的母亲，并定居于此。2024年1月9日下午3时55分，方流芳逝于无锡市第二人民医院，享年71岁。

## 研究
方流芳的研究領域涉及宪法、民商法、诉讼法、公司法、法律史、法学教育。英美学界对方流芳教授的认识，始于其1990年代发表的《中国的公司化实验》；另，2003年德沃金（Ronald Dworkin）访华后在纽约时报（New York Times）发表评论文章Take rights seriously in Beijing（《在北京认真对待权利》），方流芳用中英双语发表了回应 《认真对待学术游戏》。